# Thaden
Thaden er en kommune og en by i det nordlige Tyskland, beliggende i Amt Mittelholstein i den sydlige del af Kreis Rendsborg-Egernførde. Kreis Rendsborg-Egernførde ligger i den centrale del af delstaten Slesvig-Holsten.

## Geografi
Ud over Thaden finder man bebyggelserne Batz, Jarsdorf, Katzheide og Osterholzteich i kommunen. Thaden ligger omkring 25 km sydøst for Heide. Nord og vest for kommunen løber Kielerkanalen, omkring 11 km mod syd Bundesstraße 430 fra Neumünster mod Meldorf og omkring 12 km mod sydvest Bundesautobahn 23 fra Hamborg mod Heide.